# 399673 Kadenyuk
399673 Kadenyuk è un asteroide della fascia principale. Scoperto nel 2004, presenta un'orbita caratterizzata da un semiasse maggiore pari a 3,0729628 UA e da un'eccentricità di 0,1410342, inclinata di 11,95834° rispetto all'eclittica.
L'asteroide è dedicato al cosmonauta ucraino Leonid Kadenjuk.